# DJ Laz
DJ Laz, pseudonimo di Lazaro Mendez (Hollywood, Florida, 2 dicembre 1971), è un disc jockey e rapper statunitense di origini cubane.
È anche conduttore di uno show radiofonico a Miami in onda durante la mattina dei weekend sul canale 96.5, anche conosciuto come power 96 (di cui è co-proprietario).
È principalmente celebre per gli album DJ Laz e Category 6, che sono entrati nelle classifiche Billboard dei dischi più venduti. Fra i suoi brani più celebri si possono citare Journey Into Bass (1994) e Move Shake Drop (2008), che ha raggiunto la posizione numero 56 della Billboard Hot 100.

## Discografia

### Album studio
- 1991: DJ Laz featuring Mami El Negro
- 1993: Journey In
- 1994: The Latin Album
- 1996: Bass XXX, Vol. 2
- 2001:  XXX Breaks
- 2008: Category 6
- 2010: TBA

### Raccolte
- 2001: Greatest Hits

### Singoli
- 1991: Mami El Negro
- 1992: Moments in Bass
- 1992: Latin Rhythm
- 1992: Hump All Night
- 1993: Journey Into Bass
- 1995: Shake It Up
- 1996: Esa Morena
- 1998: Sabrosura
- 1998: Negra Chula
- 1999: Get Your Ass Off Stage
- 2000: The Red Alert Project
- 2000: Ki Ki Ri Bu
- 2000: Facina
- 2008: Move Shake Drop (featuring Flo Rida, Casely e Pitbull)
- 2008: She Can Get It
- 2009: I Made It To The U.S.A
- 2010: Alcoholic (featuring Pitbull)